# Perlesta cinctipes
Perlesta cinctipes és una espècie d'insecte plecòpter pertanyent a la família dels pèrlids.

## Distribució geogràfica
Es troba a Nord-amèrica: Arkansas, Iowa, Illinois, Kansas, Kentucky, Missouri, Nebraska, Ohio, Oklahoma i Virgínia Occidental.